# Oppenheim
För andra betydelser, se Oppenheim (olika betydelser).
Oppenheim är en stad i förbundslandet Rheinland-Pfalz, Tyskland, med cirka 8 000 invånare.
Staden ingår i kommunalförbundet Verbandsgemeinde Rhein-Selz tillsammans med ytterligare 19 kommuner.
Bland stadens sevärdheter märks delar av den medeltida stadsmuren, samt den gotiska Katarinakyrkan. På en kulle utanför staden ligger Landskron, ett riksfäste uppfört av kejsar Lothar III på 1100-talet.